# Decor

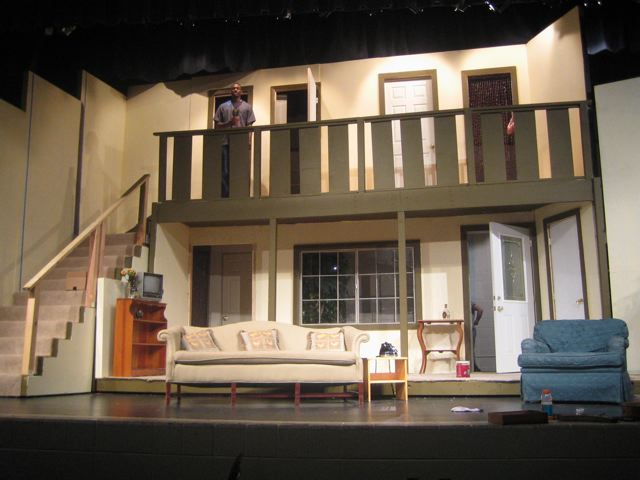
Toneeldecor

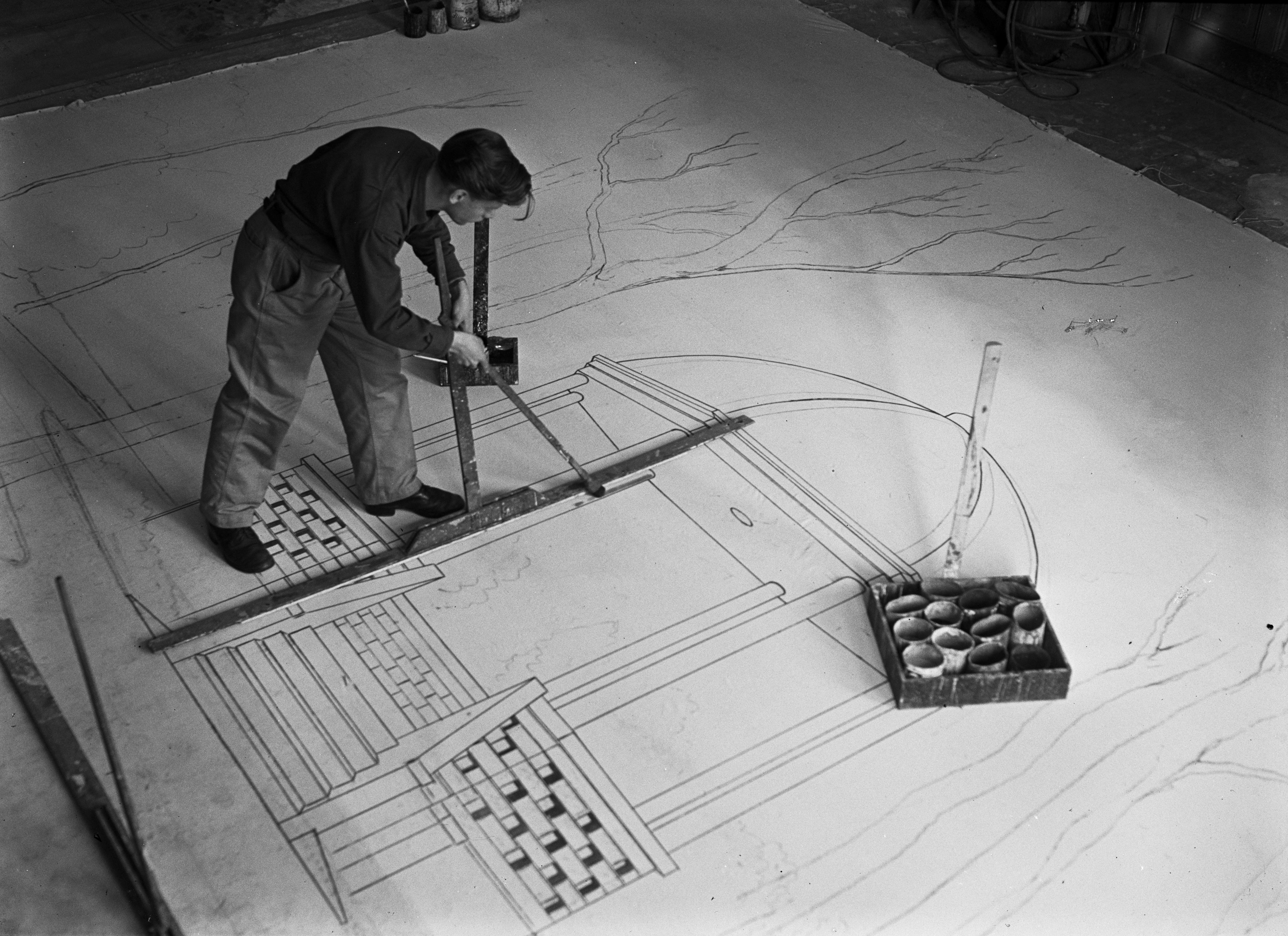
Decorschilder, in 1950

Het decor is de omgeving in een film, televisieprogramma of een theater waar de opvoering of uitzending plaatsvindt.
In onder meer Hollywood en Cinecittà wordt er bij een groot aantal films gebruikgemaakt van gebouwen met daarin vaste decors. Door tijdens toneelvoorstellingen gebruik te maken van toneeltorens, kan er tijdens een opvoering worden gevarieerd tussen verschillende decors.
De term wordt ook wel gebruikt voor de achtergrond van een fotosessie.